# Gesellige Goldalge
Die Gesellige Goldalge (Monas socialis) ist eine Algenart aus der Gruppe der Goldalgen. Sie ist in stehenden Gewässern mit zerfallenden Pflanzenresten anzutreffen und gilt als häufig. Die Art ernährt sich rein tierisch.

## Merkmale
Die einzelnen Zellen sind 5 bis 10 Mikrometer groß und kugelig. Ihr Hinterende ist zu einem langen Faden ausgezogen, womit sie sich an Unterlagen festhalten. Sie stehen zusammen in Grüppchen. Ein Augenfleck ist nicht vorhanden.